# Imperium (Harris)
Imperium ist ein historischer Roman des britischen Schriftstellers Robert Harris. Das Werk bildet den ersten Teil einer als Trilogie angelegten Biographie des römischen Anwalts, Politikers und Redners Marcus Tullius Cicero. Das Buch wurde am 4. September 2006 bei Hutchinson veröffentlicht, die deutsche Übersetzung von Wolfgang Müller erschien im selben Monat im Heyne Verlag.

## Handlung
Auf eine detaillierte Darstellung der Handlung wird mit Verweis auf Ciceros Biographie verzichtet.
Die Handlung des Romans wird aus der Perspektive von Ciceros Haussklaven und Schreiber Tiro geschildert. Die biografische Darstellung orientiert sich weitgehend an Ciceros überlieferter Karriere und spielt somit vor dem Hintergrund des Niedergangs der römischen Republik. Als erstes Buch einer Trilogie konzipiert, beschreibt Imperium den Aufstieg Ciceros, während sich die folgenden beiden Bücher der Herrschaft und dem Fall des Politikers widmen. Der zweite Band Titan erschien 2009. Dictator, der dritte und letzte Band der Trilogie, erschien 2015.
Der erste Teil des Buches umfasst die Zeit zwischen 79 v. Chr. und 70 v. Chr. und thematisiert die Ausbildung des jungen Senators, seine Wahl zum Ädil und die Gerichtsverhandlungen gegen Gaius Verres. Der zweite Teil des Werkes (68 v. Chr. bis 64 v. Chr.) widmet sich Ciceros erfolgreicher Kandidatur für das Amt des Prätors sowie dem Wahlkampf und der Wahl zum Konsul für das Jahr 63 v. Chr.

## Kritiken
Ijoma Mangold bescheinigt Harris in der Süddeutschen Zeitung, in einem „spannend erzählten, sehr klugen Polit-Thriller“ die „Inkarnationen der Macht hervorragend eingefangen“ zu haben. In der Berliner Zeitung resümiert Wolfgang Fuhrmann, Robert Harris sei der „Meister des historischen Spannungsromans“ und empfiehlt in diesem Zusammenhang seine Darstellung Ciceros als „komplexe historische Figur“, spricht dem Werk aber den von Verlag und anderen Rezensenten bescheinigten „Thriller-Charakter“ ab.
Das „Bewusstsein für moralische Grauwerte“ mache das Buch zum „scharfsinnigen Kommentar auch heutiger Zeitläufe“, so Fuhrmann. Auch der Literaturkritiker Denis Scheck bescheinigt dem Autor, mit seinen „Bezügen auf das heutige politische Personal (…) taufrisch von der Gegenwart zu erzählen.“
Allan Massie wertet Imperium im Daily Telegraph als bis dato besten Roman des Autors:

„Es ist bisher Robert Harris’ bestes Buch, eine rasante und mitreißende Erzählung, ausgiebig im Detail, gründlich recherchiert und vor allem – wichtiger – gründlich erdacht.“

Massie bescheinigt Harris weiterhin „die unheimliche Gabe, (…) die Atmosphäre dramatischer Momente heraufzubeschwören.“